# Ana Bautista
Ana Bautista Reyes (Santa Cruz de Tenerife, 13 de junio de 1972) es una ex gimnasta rítmica española que fue componente de la selección nacional de gimnasia rítmica de España en modalidad individual. En 1989 logró la primera medalla de oro oficial para la gimnasia rítmica española, al ser oro en cuerda en la Final de la Copa de Europa de Hanóver, entre otras preseas. Fue campeona de España en categoría de honor en 1989.
Entre otros galardones, recibió el Premio Reina Sofía a la mejor deportista española en los Premios Nacionales del Deporte de 1989 (1990). Un pabellón deportivo en Santa Cruz de Tenerife lleva su nombre desde 1996, y bautiza además una plaza en San Cristóbal de La Laguna, en la que se ubica una estatua en su honor.

## Biografía deportiva

### Inicios
Se inició en la gimnasia rítmica con 10 años de edad animada por su padre, Amador Bautista, que era ciclista profesional en el Teka. Comenzó a practicarla en la Escuela Provincial de Tenerife (posterior Escuela Municipal y poco después Escuela de Tecnificación), siendo entrenada por Nelva Estévez. En 1982 fue medalla de plata en categoría infantil en el Campeonato de España Individual celebrado en Palencia. En 1984 fue la primera campeona de España de Nelva, y en 1984 pasó a ser entrenada también por Margarita Tomova. En 1985 fue medalla de oro en 2ª categoría en el Campeonato de España Individual de Cádiz.

### Etapa en la selección nacional
En 1986, con 14 años de edad, fue escogida por Emilia Boneva como júnior individual para la selección nacional de gimnasia rítmica, trasladándose entonces a Madrid para concentrarse con el equipo. Entrenaría junto al resto de la selección en el Gimnasio Moscardó. En noviembre de 1986 fue 7ª en el Errey's International Rhythmic. En abril de 1987 logró la 12.ª plaza en un torneo júnior en el Algarve, y en mayo, fue 17.ª en el concurso general del Campeonato Europeo Júnior de Atenas. Sería entonces seleccionada por Boneva para pasar a ser individual sénior en el equipo nacional. Ese mismo mes, en la III Copa Internacional Ciudad de Barcelona, obtuvo la 4ª plaza. En noviembre de 1987, en el «Rhythmic Competition» de Londres, logró el 10º puesto en el concurso general.
En abril de 1988 logró la 4ª plaza en un torneo internacional en el Algarve y la 8ª en la Coupe des Femmes en Poznań. En la IV Copa Internacional Ciudad de Barcelona quedó 7ª. En mayo de 1988 logró la 19.ª posición en la general del Campeonato Europeo de Helsinki. En agosto, en el torneo Les Stars de Varna, fue 8ª. En septiembre viajó a los Juegos Olímpicos de Seúl 1988 como gimnasta reserva del equipo, aunque no llegó a competir. En noviembre obtiene la plata en los I Juegos Iberoamericanos de Gimnasia en Buenos Aires. En el torneo de Enna (Italia), obtuvo la plata.

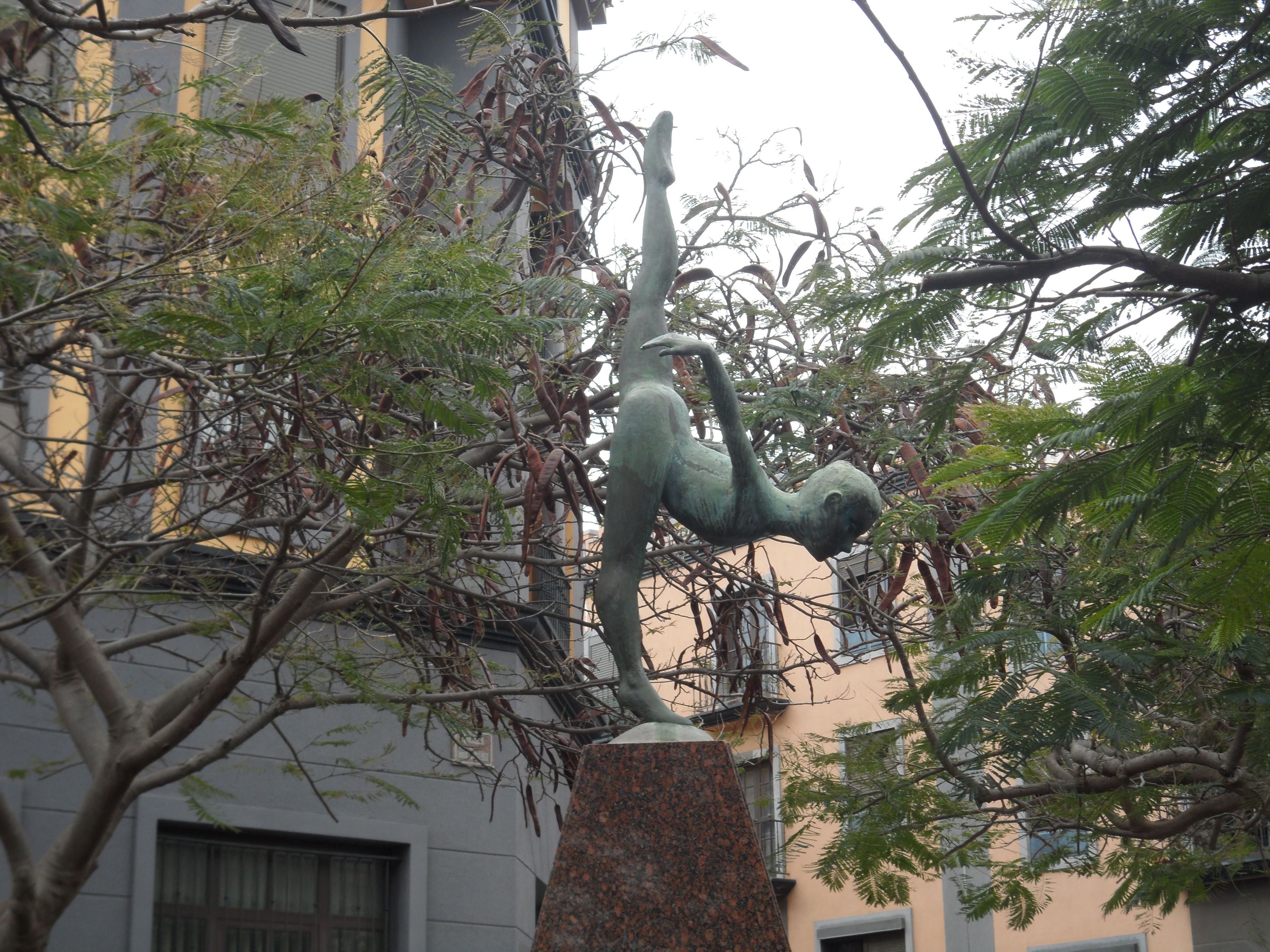
Escultura de Ana Bautista realizada por Fernando Garcíarramos, vista desde atrás.

En marzo de 1989 logró el bronce un torneo en Etruria y en abril, en el torneo internacional de Bercy-París, obtuvo el oro en la general, en cuerda, en pelota y en cinta, y la plata en aro. En mayo fue 8ª en el torneo de Corbeil-Essonnes y 7ª en la Brother Cup, logrando en esta competición el bronce en pelota y aro. En junio fue plata en la V Copa Internacional Ciudad de Barcelona. En julio de 1989 fue campeona de España en categoría de honor. Posteriormente acudió a la Final de la Copa de Europa, celebrada en la ciudad alemana de Hanóver entre el 26 y 27 de agosto, donde obtuvo el bronce en la general, además del oro en cuerda, el bronce en aro, la plata en pelota y el 4º puesto en cinta. El oro en cuerda significó un hito para la gimnasia rítmica española, ya que fue la primera medalla de oro oficial en la historia del equipo español, consiguiéndola además ante gimnastas como la soviética Alexandra Timoshenko o la búlgara Adriana Dunavska, de países tradicionalmente dominadores en la disciplina. Este logro fue ampliamente recogido en la prensa nacional y local de la época. El ejercicio de cuerda con el que logró el oro había sido montado dos semanas antes y tenía como música El sombrero de tres picos de Manuel de Falla.
En septiembre de 1989 fue 7ª en la Coupe des Femmes de Poznań. Ese mismo mes, en el Campeonato del Mundo de Sarajevo de 1989, fue medalla de bronce por equipos junto a Ada Liberio y Silvia Yustos. En la general logró la 5ª plaza, mientras que en las finales por aparatos, obtuvo el 5º puesto en cuerda, el 6º en aro, el 5º tanto en pelota como en cinta. Posteriormente, en octubre, es 6ª en la Graziella Cup. En el XXIII Torneo Internacional Tribuna Stoudenska, obtuvo la 4ª plaza, y en el torneo Cassa di Risparmio logró el bronce. En 1990 fue plata en cuerda en el torneo internacional de Bercy-París y logró la medalla de oro en la I Fase de la Copa de España, celebrada en Logroño.

### Retirada de la gimnasia

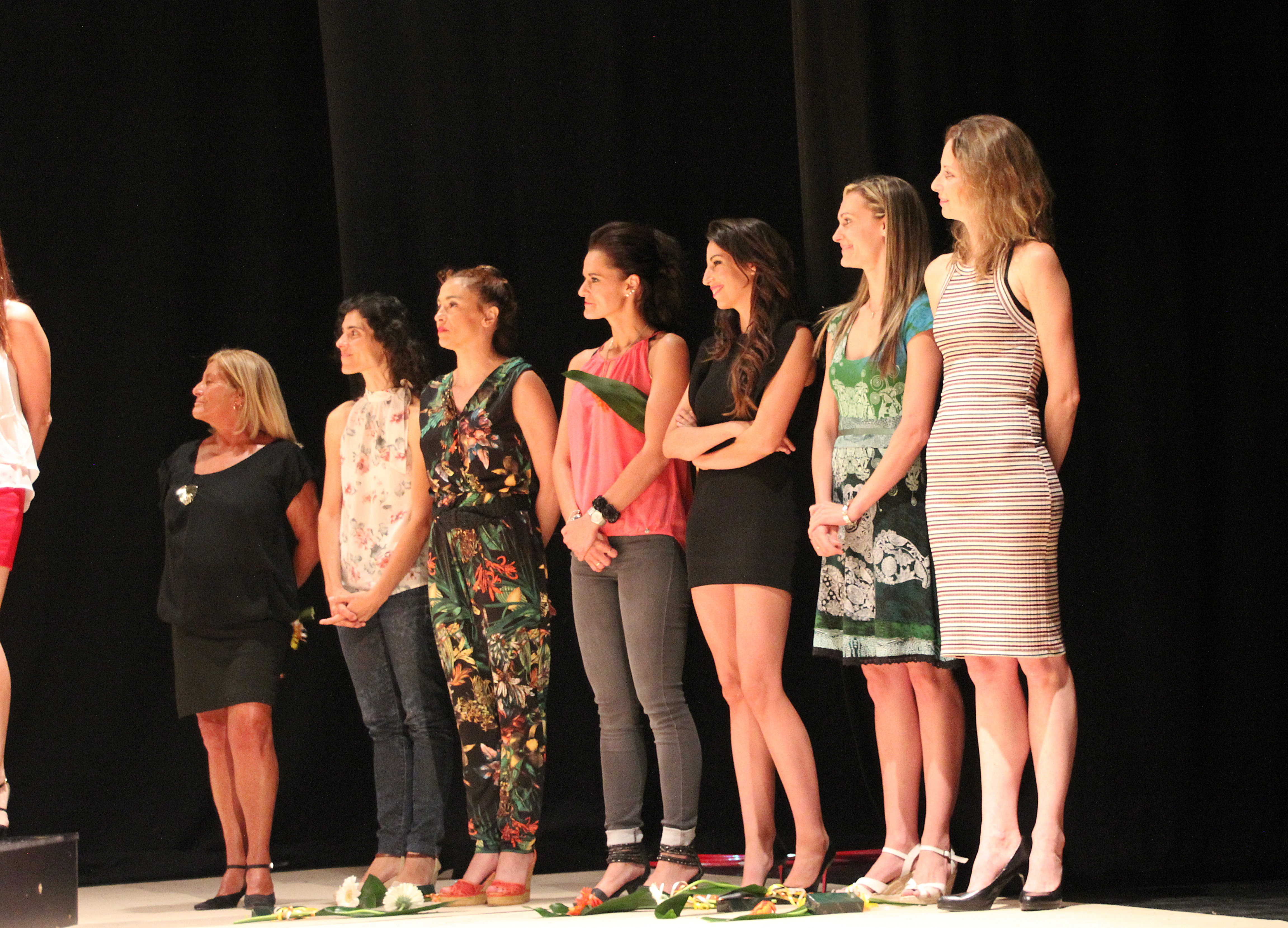
Ana (2ª a la izquierda) en la Gala 20.º Aniversario del Oro de Atlanta (2016).

Se retiró con 17 años en abril de 1990, motivada principalmente por una lesión de cervicales que llevaba arrastrando tras una caída que había sufrido entrenando tres años antes. Después de pasar dos años en su casa de Tenerife, regresó a Madrid para estudiar Psicología a la vez que convivió como entrenadora ayudante de Emilia Boneva en la modalidad individual. Fue seleccionadora nacional individual del equipo español de gimnasia rítmica desde finales de 1996 hasta antes de los Juegos Olímpicos de Sídney 2000, donde entrenó a gimnastas como Almudena Cid, Alba Caride, Esther Domínguez o Adassa Ramos. Fue además coordinadora técnica del conjunto español que fue a los Juegos Olímpicos de Pekín 2008 y en 2009 realizó un campus en Tenerife junto a Anna Baranova.
Un pabellón inaugurado en 1996 en el barrio de Duggi en Santa Cruz de Tenerife lleva el nombre de Pabellón Municipal Ana Bautista, lugar donde entrenan los clubes de gimnasia rítmica Club Odisea Tenerife, Club Batistana de Tenerife y Club Evangim Santa Cruz, entre otros. Además, una plaza fue bautizada con su nombre en el barrio de La Cuesta en San Cristóbal de La Laguna, donde se ubica una escultura realizada por Fernando Garcíarramos en su honor.
El 23 de julio de 2016 fue una de las figuras destacadas de la gimnasia rítmica española invitadas a la Gala 20.º Aniversario de la Medalla de Oro en Atlanta '96, celebrada en Badajoz. En la actualidad vive en Palma de Mallorca con su familia y tiene una hija llamada Leia, nacida en 2002. Trabaja como psicóloga y colabora además con diversos clubes de gimnasia rítmica en campos como el trabajo corporal y la danzaterapia.
En 2016 escribió el prólogo del libro Pinceladas de rítmica de Montse Martín y Manel Martín, que incluye además dos ilustraciones de ella realizadas por Montse y una biografía de su carrera deportiva. En septiembre de 2018 viajó junto a varias exgimnastas de la selección española al Mundial de Gimnasia Rítmica de Sofía para reencontrarse con la ex seleccionadora nacional Emilia Boneva, organizándose además una cena homenaje en su honor.
El 16 de noviembre de 2019, con motivo del fallecimiento de Emilia Boneva, unas 70 exgimnastas nacionales, entre ellas Ana, se reunieron en el tapiz para rendirle tributo durante el Euskalgym. El evento tuvo lugar ante 8.500 asistentes en el Bilbao Exhibition Centre de Baracaldo y fue seguido además de una cena homenaje en su honor.

## Legado e influencia
Bautista logró la primera medalla de oro oficial para la gimnasia rítmica española, al ser oro en cuerda en la Final de la Copa de Europa de Hanóver el 27 de agosto de 1989. Su compañera en la selección nacional, Montse Martín, hablaba así en 2018 sobre las características como gimnasta que le atribuía: 

«Gimnasta con mucha sensibilidad, técnica, perfeccionista, con gran seguridad en pista, asombró a jueces y público internacional con unos ejercicios perfectamente adaptados a la música, repletos de dificultad con el aparato y gran limpieza en ejecución».

En unas declaraciones para el Diario de Avisos en 2015, la periodista deportiva Paloma del Río se refirió a Bautista indicando que:

«[Lo] que consiguió Ana [en la Copa de Europa] supuso el fin de una etapa y el inicio de otra. Con ella se cerró el ciclo que inició Susana Mendizábal, hasta entonces, la única medallista en rítmica que tuvo España. Y se inició la era de Ana Bautista [..] Y toda su ilusión por la gimnasia la trasladó a las gimnastas que luego tuvo a su cargo cuando formó parte del staff del equipo nacional en el CAR de Madrid».

## Equipamientos
| Período     | Proveedor |
| ----------- | --------- |
| 1988 - 1990 | Arena     |

## Música de los ejercicios
| Año                      | Aparatos | Música                                                                                     |
| ------------------------ | -------- | ------------------------------------------------------------------------------------------ |
| 1986 (Individual júnior) | Cinta    | El vuelo del moscardón, de Nikolái Rimski-Kórsakov para su ópera El cuento del zar Saltán. |
| 1989 - 1990              | Cinta    | «Aspan» de Paco de Lucía, Al Di Meola y John McLaughlin.                                   |
| 1989 - 1990              | Aro      | Sonata para violonchelo de Serguéi Rajmáninov.                                             |
| 1989 - 1990              | Pelota   | «Zapateado» de Manolo Sanlúcar.                                                            |
| 1989                     | Cuerda   | «Farruca (Danza del molinero)» del ballet El sombrero de tres picos de Manuel de Falla.    |

## Palmarés deportivo

### Selección española
| 1986 - Errey's International Rhythmic 7º puesto en concurso general 1987 - Torneo Júnior del Algarve 12º puesto en concurso general - Campeonato de Europa Júnior de Atenas 17º puesto en concurso general 1987 - III Copa Internacional Ciudad de Barcelona 4º puesto en concurso general - «Rhythmic Competition» de Londres 10º puesto en concurso general 1988 - Torneo del Algarve 4º puesto en concurso general - Coupe des Femmes de Poznań 8º puesto en concurso general - IV Copa Internacional Ciudad de Barcelona 7º puesto en concurso general - Campeonato de Europa de Helsinki 19º puesto en concurso general - Torneo Les Stars de Varna 8º puesto en concurso general - Juegos Iberoamericanos de Gimnasia en Buenos Aires Plata en concurso general - Torneo de Enna Plata en concurso general 1989 - Torneo de Etruria Bronce en concurso general - Torneo Internacional de París-Bercy Oro en concurso general Oro en cuerda Oro en pelota Oro en cinta Plata en aro | 1989 (continuación) - Torneo de Corbeil-Essonnes 8º puesto en concurso general - Brother Cup 7º puesto en concurso general Bronce en pelota Bronce en aro - V Copa Internacional Ciudad de Barcelona Plata en concurso general - Final de la Copa de Europa en Hanóver Bronce en concurso general Oro en cuerda Bronce en aro Plata en pelota 4º puesto en cinta - Coupe des Femmes de Poznań 7º puesto en concurso general - Campeonato del Mundo de Sarajevo Bronce por equipos 5º puesto en concurso general 5º puesto en cuerda 6º puesto en aro 5º puesto en pelota 5º puesto en cinta - Graziella Cup 6º puesto en concurso general - XXIII Torneo Internacional Tribuna Stoudenska 4º puesto en concurso general - Torneo Cassa di Risparmio Bronce en concurso general 1990 - Torneo Internacional de París-Bercy Plata en cuerda |

## Premios, reconocimientos y distinciones
- Mejor deportista femenina por la Asociación de la Prensa Deportiva de Tenerife (1989)
- Premio Reina Sofía a la mejor deportista española, otorgado por el CSD y entregado en los Premios Nacionales del Deporte de 1989 (1990)[14]
- Premio Teide de Oro, otorgado por Radio Club Tenerife-Cadena SER (1990)[15]
- Medalla del 25.º Aniversario de la Gala de la Asociación de la Prensa Deportiva de Tenerife (2012)[16]
- Premio Leyenda Femenina del Deporte en la II Gala Santa Cruz es Deporte (2018)[17]

### Otros honores
- Una plaza fue bautizada con su nombre en el barrio de La Cuesta en San Cristóbal de La Laguna, ubicándose en ella desde 1995 una escultura creada por Fernando Garcíarramos en su honor.
- El «Pabellón Municipal Ana Bautista» fue inaugurado en 1996 en el barrio de Duggi (Santa Cruz de Tenerife).[6]
- Recepción y firma en el Libro de Honor del Ayuntamiento de Vandellós y Hospitalet del Infante (2019)[18][19]

## Galería

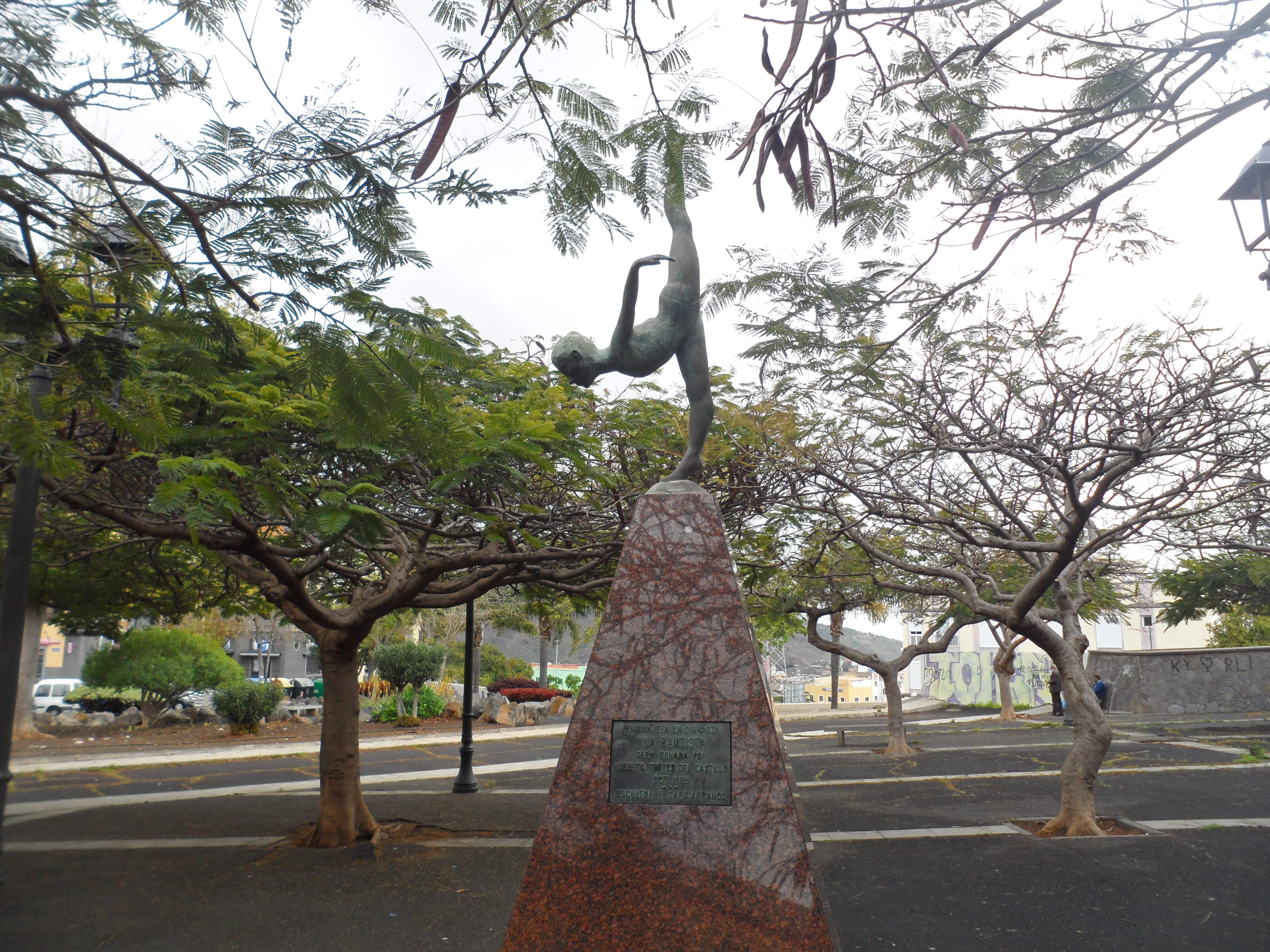
Escultura de Ana Bautista en el barrio de La Cuesta de San Cristóbal de La Laguna.
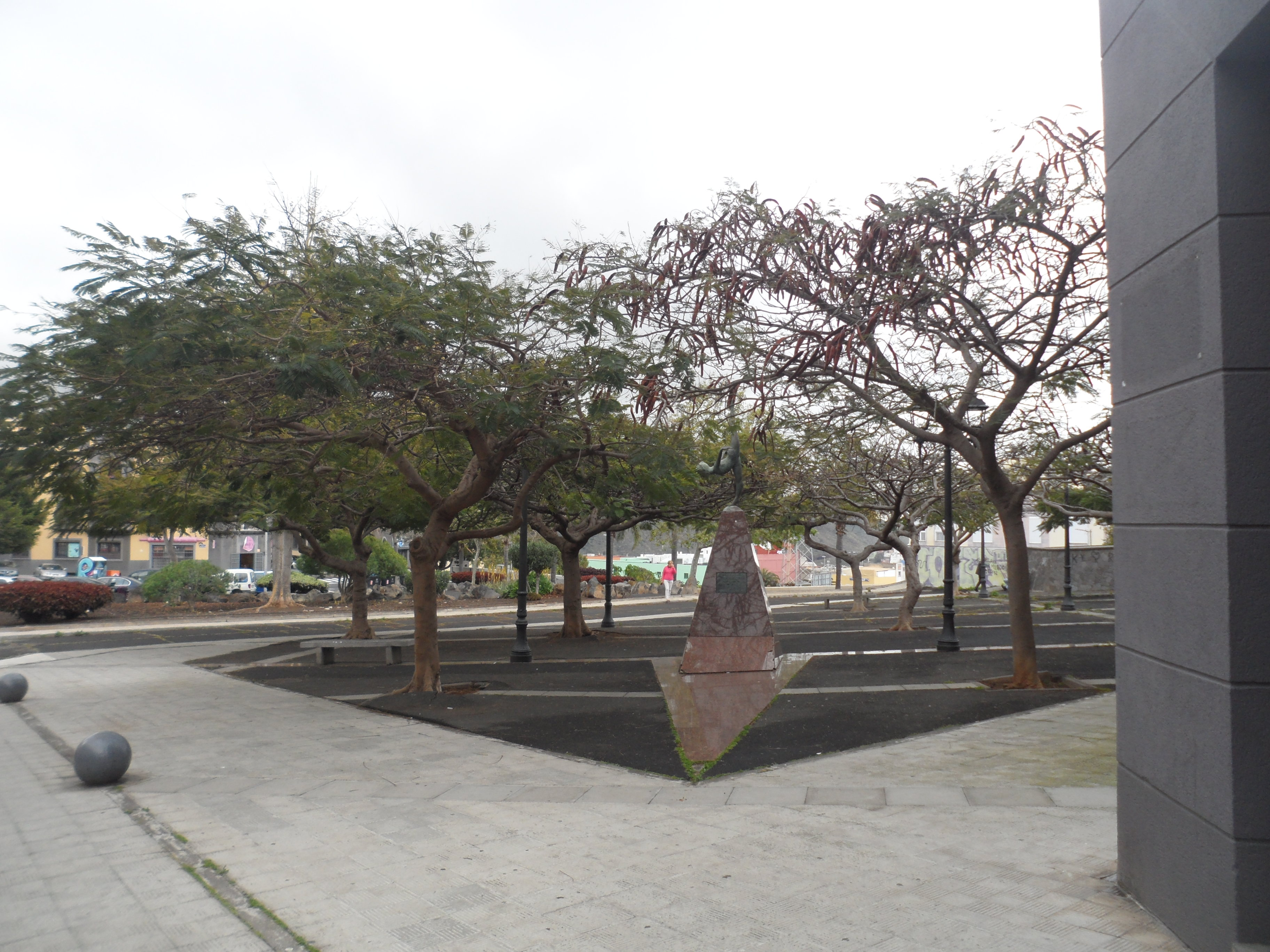
Plaza de Ana Bautista en San Cristóbal de La Laguna, vista desde la calle Santa Eulalia.
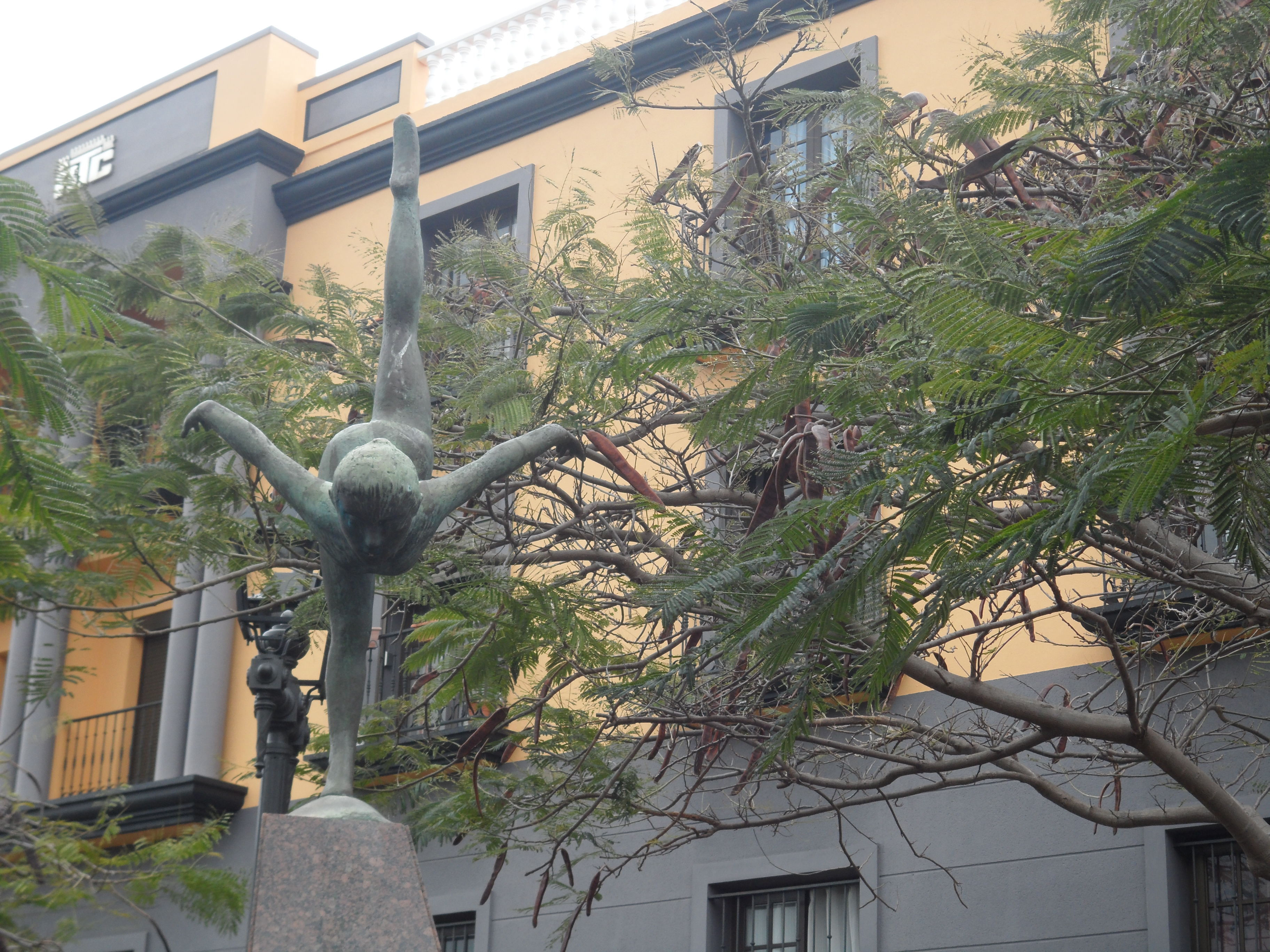
La escultura de Ana Bautista vista de lado. Representa un equilibrio del ejercicio de pelota de 1989-90.
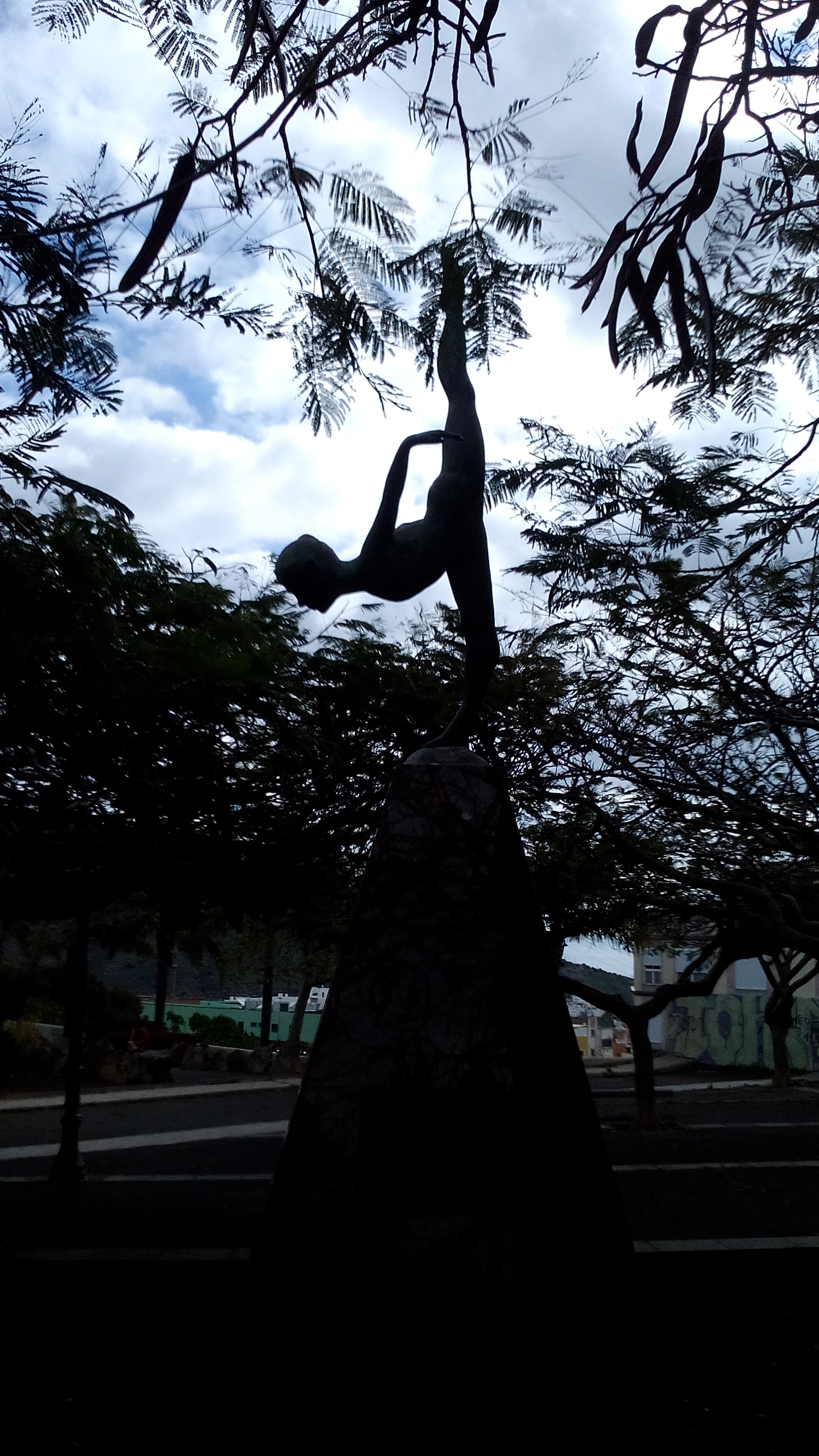
Otra vista de la escultura de Ana Bautista.
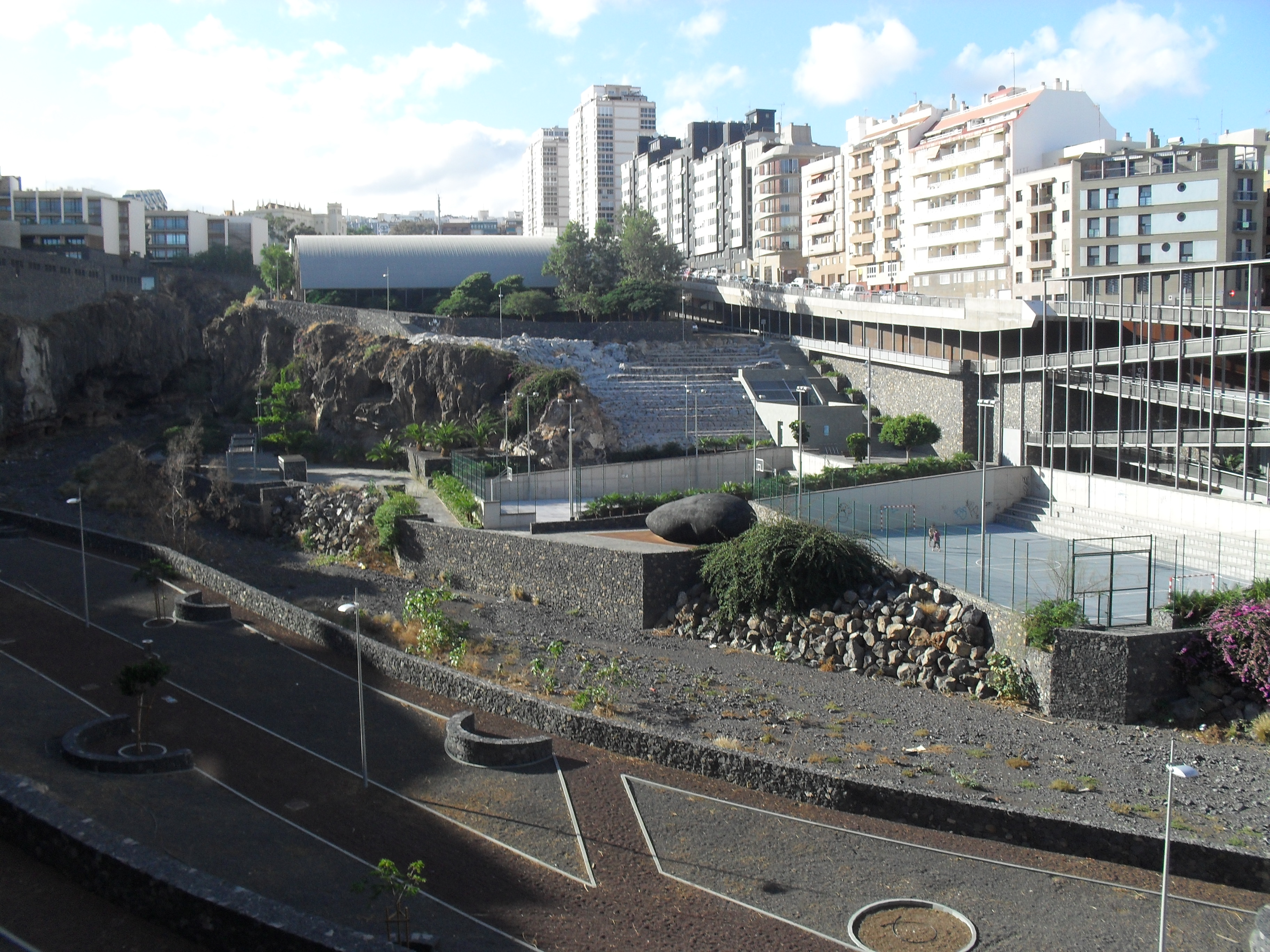
Pabellón Ana Bautista (arriba a la izqda.), en Santa Cruz de Tenerife.

## Filmografía

### Programas de televisión
| Programas de televisión | Programas de televisión | Programas de televisión | Programas de televisión                                   |
| Año                     | Título                  | Cadena                  | Notas                                                     |
| ----------------------- | ----------------------- | ----------------------- | --------------------------------------------------------- |
| 1989                    | La luna                 | La 1 de TVE             | Entrevistada                                              |
| 1990                    | Camarada Boneva         | La 2 de TVE             | Aparición en reportaje                                    |
| 1999                    | Escuela del deporte     | La 2 de TVE             | Entrevistada en reportaje                                 |
| 2000                    | Línea 900               | La 2 de TVE             | Entrevistada en el reportaje «La otra cara de la medalla» |